# Kanamemo
Kanamemo (かなめも) és una tira de còmic japonès de quatre vinyetes escrita i il·lustrada per Shoko Iwami (石見翔子). La tira va ser serialitzada a la revista de manga seinen de Houbunsha Manga Time Kirara Max des del 19 de juny del 2007. Tracta de Kana Nakamichi i la seva creixent experiència com a repartidor de diaris, cuiner, i orfe. L'adaptació en anime es va estrenar al Japó el 5 de juliol de 2009 de la mà de Feel Studios.